# Droiterie
 (mai 2014).
Si vous disposez d'ouvrages ou d'articles de référence ou si vous connaissez des sites web de qualité traitant du thème abordé ici, merci de compléter l'article en donnant les références utiles à sa vérifiabilité et en les liant à la section « Notes et références ».
 (mai 2014).

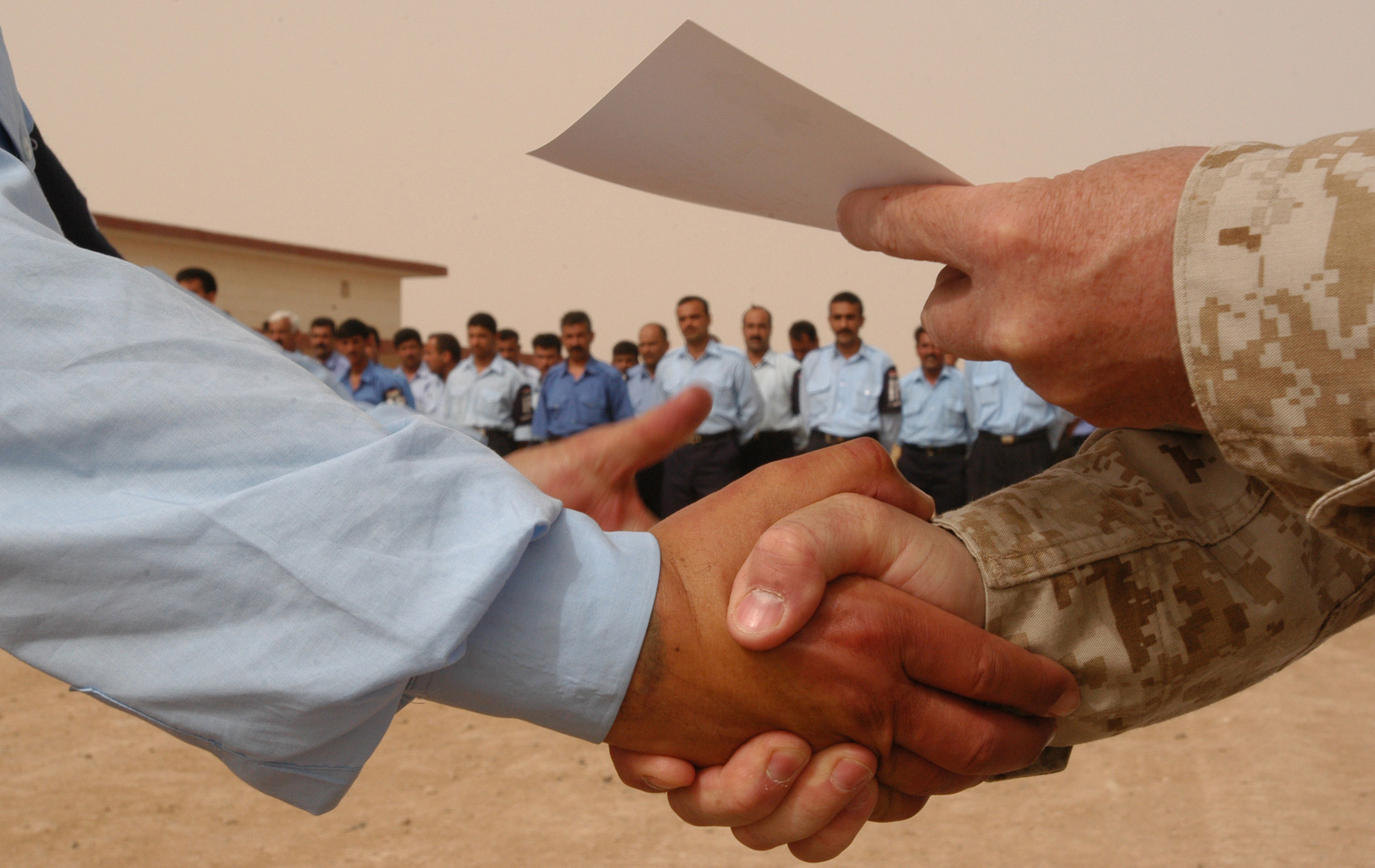
Deux personnes se serrant la main droite.

La droiterie est l'utilisation préférentielle de sa main droite pour les tâches courantes.
À l'inverse, celui qui utilise sa main gauche se dit gaucher.

## Étymologie
Mot emprunté au latin dexteritas, « habileté, adresse », de dexter, « qui est à droite, adroit. Voir aussi : être dextre, dextérité. 

## Pourquoi la majorité de la population humaine est-elle droitière?
La grande majorité des êtres humains sont droitiers sans qu'une explication ait encore été trouvée à ce fait. Le cerveau est divisé en deux hémisphères, droit et gauche.
Il se peut que les personnes qui utilisent la main droite préfèrent utiliser le pied ou l'œil gauche. Cela s'appelle la latéralité croisée[réf. nécessaire].
Chez les grands primates, la latéralité existe. Il n'existe pas de prédominance d'un côté chez les gorilles et les orang-outangs[réf. nécessaire]. Les chimpanzés ainsi que les bonobos ont une très nette prédominance droite.